# Farnak II.
Farnak II. (elamski: Parnaka, grčki: Pharnaces) je bio perzijski satrap pokrajine Frigije od 430. do 413. pr. Kr.

## Obitelj
Farnak II. je bio sin perzijskog plemića Farnabaza I., satrapa Frigije (današnja sjeverozapadna Turska). Njegova perzijska obitelj pripadala je plemićkoj eliti; osnivačem obitelji smatrao se istoimeni pradjed Farnak I. čiji je nećak Darije I. Veliki postao vladarom Perzijskog Carstva. Prema Farnaku I. satrapska dinastija koja je vladala Frigijom često se naziva „farnakidskom dinastijom“.

## Politički život
Farnabaz I., otac Farnaka II., najvjerojatnije je postao satrapom nakon 455. pr. Kr., a Farnak II. se spominje kao njegov nasljednik tek 430. pr. Kr., no točan datum dolaska za tu poziciju nije poznat. Atenski povjesničar Tukidid u svome djelu „Povijest Peloponeskog rata“ piše kako je Farnak II. bio uključen u pregovore između Sparte i perzijskog velikog kralja Artakserksa I. Farnak II. se zadnji put spominje 422. pr. Kr., a točan datum smrti nije poznat. Ipak, pouzdano se zna kako ga je 413. pr. Kr. nasljedio sin Farnabaz II.

## Poveznice
- Perzijsko Carstvo
- Artakserkso I.
- Farnak I.

| Prethodnik:                       | Satrap Frigije (430. - 413. pr. Kr.) | Nasljednik:                        |
| Farnabaz I. (455. - 430. pr. Kr.) | Satrap Frigije (430. - 413. pr. Kr.) | Farnabaz II. (413. - 387. pr. Kr.) |

## Vanjske poveznice
- Farnak II. (Livius.org, Jona Lendering)  Arhivirana inačica izvorne stranice od 6. prosinca 2008. (Wayback Machine)
- Farnak (Pharnaces), AncientLibrary.com